# Carne Polaca

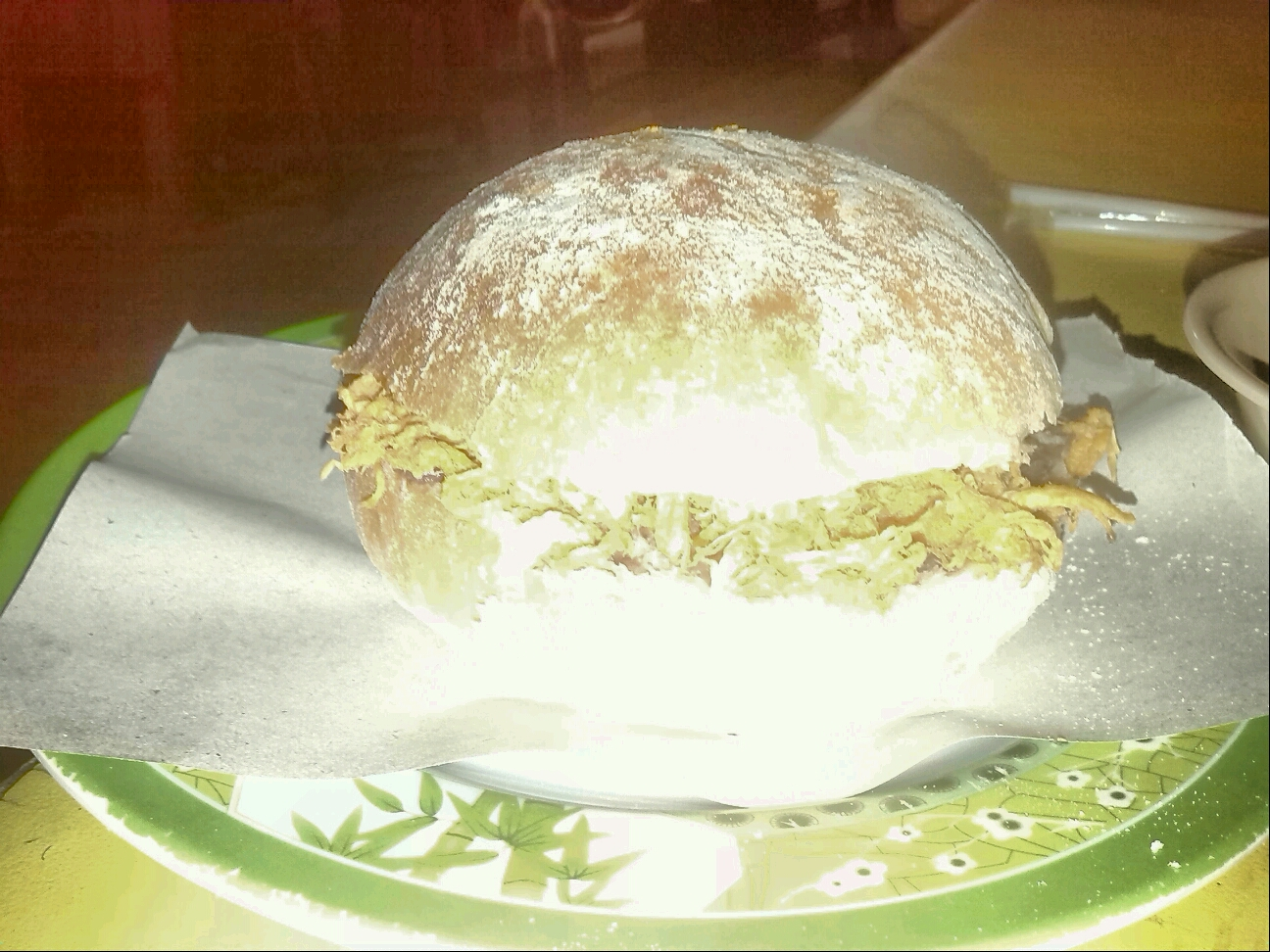
Carne Polaca

Carne Polaca (z hiszp. „mięso po polsku”) – tradycyjna dla kuchni południowomeksykańskiej potrawa z kapusty i mięsa.
Podstawowym składnikiem jest kapusta. Najczęściej stosowanym mięsem jest kurczak lub wołowina, doprawione sosem pomidorowym, keczupem i papryką chipotle (wędzona jalapeño). Carne Polaca najczęściej podaje się w chlebie.